# خوسيه روزا دوس سانتوس
خوسيه روزا دوس سانتوس هو لاعب كرة قدم وحكم كرة قدم برتغالي، ولد في 29 يونيو 1945 في باجة في البرتغال.